# James City (Carolina del Norte)
James City es un lugar designado por el censo ubicado en el condado de Craven en el estado estadounidense de Carolina del Norte. La localidad en el año 2000, tenía una población de 5.420 habitantes en una superficie de 37.6 km², con una densidad poblacional de 251.6 personas por km².

## Geografía
James City se encuentra ubicado en las coordenadas 35°4′31″N 77°1′36″O / 35.07528, -77.02667. Según la Oficina del Censo, la localidad tiene un área total de 37,6 km² (14,5 mi²), de la cual 21,5 km² (8,3 mi²) es tierra y 16 km² (6,2 mi²) (40.62%) es agua.

### Localidades adyacentes
El siguiente diagrama muestra a las localidades en un radio de 8 kilómetros (5 mi) de James City.

## Demografía
En el 2000 la renta per cápita promedia del hogar era de $36.490, y el ingreso promedio para una familia era de $45.410. El ingreso per cápita para la localidad era de $18.635. En 2000 los hombres tenían un ingreso per cápita de $31.021 contra $21.859 para las mujeres. Alrededor del 13.50% de la población estaba bajo el umbral de pobreza nacional.